# Tetradium glabrifolium
Tetradium glabrifolium är en vinruteväxtart som först beskrevs av John George Champion och George Bentham, och fick sitt nu gällande namn av Thomas Gordon Hartley. Tetradium glabrifolium ingår i släktet falskt korkträd (släktet), och familjen vinruteväxter. Inga underarter finns listade i Catalogue of Life.